# 沃蒂夫教堂

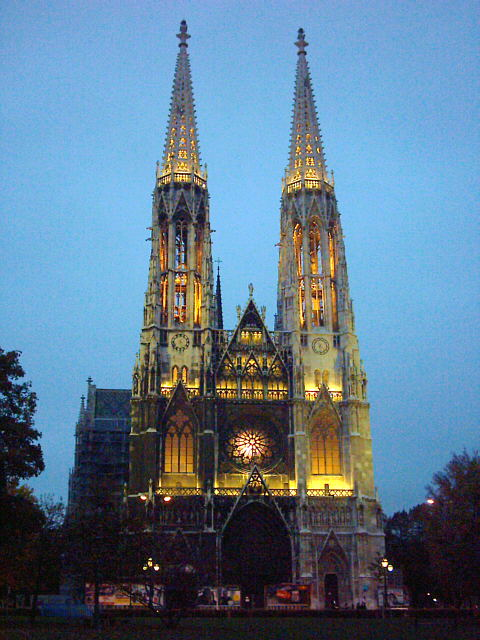
夜间的沃蒂夫教堂

沃蒂夫教堂（Votivkirche）是奥地利首都维也纳的一座罗马天主教教堂，位于阿爾瑟格倫德区，戒指路外侧，毗邻维也纳大学，长85米，宽55米，新哥特式建筑风格。

## 历史
沃蒂夫教堂的起源与弗朗茨·约瑟夫皇帝遇刺事件有关。1853年2月18日，皇帝正在城墙散步时，匈牙利民族主义者János Libényi用刀刺中皇帝的颈项，皇帝受伤流血，但是他坚固的高衣领挽救了他的性命。遇刺事件发生后，弗兰茨·约瑟夫的兄弟马克西米利安（日后的墨西哥皇帝）呼吁捐资新建一座教堂，以感谢天主护佑弗兰茨·约瑟夫皇帝死里逃生，是一座“爱国主义和帝国臣民忠于皇室的丰碑”。

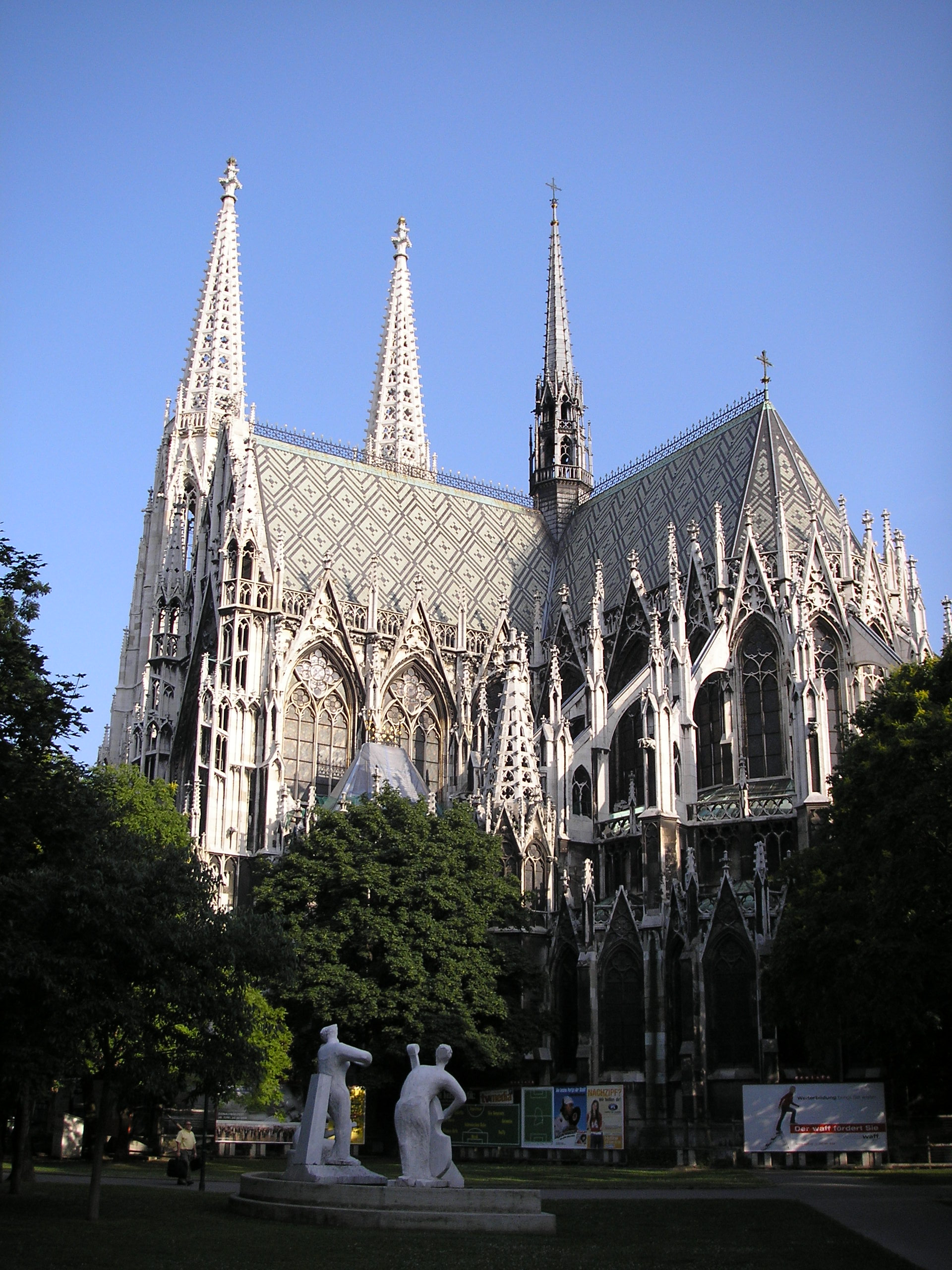
沃蒂夫教堂后部

1854年4月，对这座教堂的设计进行了竞赛，总共提交了来自奥匈帝国、德意志、英国和法国的75项计划。最初的计划包括了毗邻的维也纳综合医院，模仿牛津大学和剑桥大学的校园，另一项计划是兴建一座代表帝国所有民族的国家主教座堂。不过由于费用不断上升以及政局改变，这一计划被缩减。委员会选中了时年26岁的费斯特的新哥特式教堂方案，借鉴了法国哥特式主教座堂的建筑风格。
建筑工程开始于1856年，1879年4月24日，在皇帝夫妇银婚庆典之际举行了祝圣典礼。
这座教堂是戒指路上最早兴建的建筑之一。当时城墙尚未拆除，教堂并无教友，称为军队教堂，服务于1848年革命後前来维也纳的士兵。
这座教堂并不直接位于戒指路，前面还有一个宽阔的广场（弗洛伊德公园）。沃蒂夫教堂用白色砂岩建造，因此必须不断清理，防止空气污染和酸雨侵蚀。
这座教堂在二战中严重受损，战后进行了整修。